# Nymphicula perirrorata
Nymphicula perirrorata is een vlinder uit de familie van de grasmotten (Crambidae), uit de onderfamilie van de Acentropinae. De wetenschappelijke naam van deze soort is voor het eerst gepubliceerd in 1917 door George Francis Hampson.
De soort komt voor in Sierra Leone, Ivoorkust, Ghana, Nigeria, Soedan, Malawi, Zimbabwe en Zuid-Afrika.